# Alliopsis recta
Alliopsis recta este o specie de muște din genul Alliopsis, familia Anthomyiidae. A fost descrisă pentru prima dată de Fan și Xiaolong Cui în anul 1983. Conform Catalogue of Life specia Alliopsis recta nu are subspecii cunoscute.